# 斯韦托扎尔·博罗埃维奇
斯韦托扎尔·博罗埃维奇·冯·波伊纳男爵（德語：Svetozar Boroević von Bojna，1856年12月13日—1920年5月23日），是第一次世界大战时期奥匈帝国的一名陆军元帅。他是一名塞尔维亚人，出生在今日的克罗地亚。
他参加过第一次世界大战，指挥过維托里奧·維內托戰役和多次伊松佐河战役。他被认为是一战期间最优秀一位的防御战略家。